# Klasztor Franciszkanów w Waszyngtonie
Klasztor Franciszkanów i Komisariat Ziemi Świętej w Ameryce (ang. Franciscan Monastery and Commissariat of the Holy Land in America) – oficjalne przedstawicielstwo Kustodii Ziemi Świętej w Stanach Zjednoczonych (komisariat), klasztor franciszkanów i sanktuarium. Znajduje się w stolicy kraju Waszyngtonie, w dzielnicy Brookland.

## Historia komisariatu

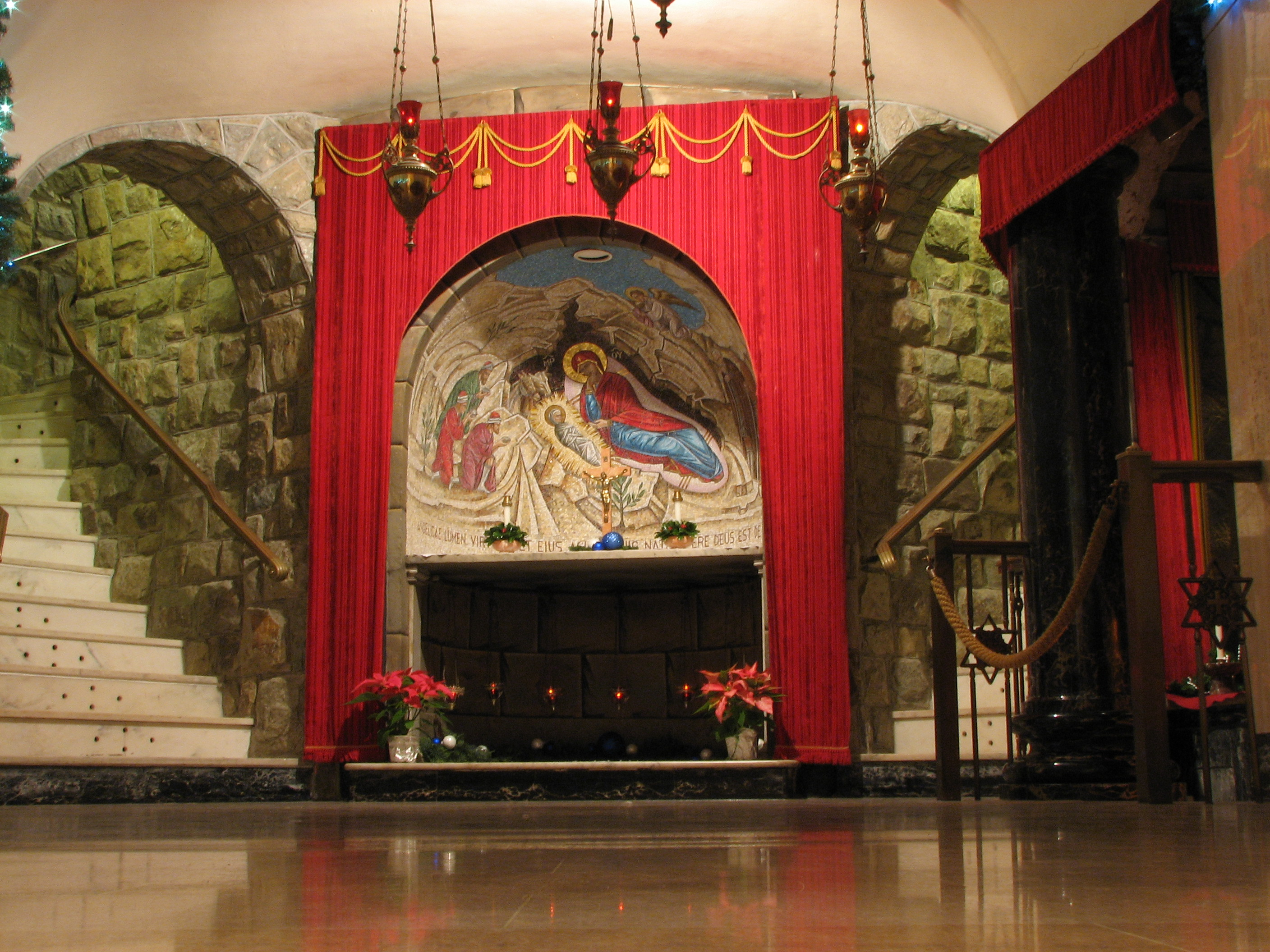
Kopia Groty Betlejemskiej w Waszyngtonie

Pierwszy amerykański komisariat Ziemi Świętej powstał w 1880 w Nowym Jorku w kamienicy pod numerem 143 na alei 95. Była to w głównej mierze inicjatywa o. Charlesa A. Vassaniego (1831-1896). Ten włoski franciszkanin, emigrant z Europy, chciał pierwotnie wznieść nową świątynię i siedzibę komisariatu na wysokim wzgórzu na wyspie Staten Island naprzeciw wejścia do nowojorskiego portu. Być może skłoniło go do podjęcia takiej inicjatywy szerokie zainteresowanie wiernych organizowaną przez niego pierwszą amerykańską pielgrzymką narodową do Ziemi Świętej. Swoimi marzeniami dzielił się z innym franciszkaninem o. Godfreyem Schillingiem (1856-1934).
Plany zakonników musiały jednak ulec zmianie. Postanowiono przenieść komisariat do stolicy kraju – Waszyngtonu. W 1897 Schilling zakupił teren pod przyszły konwent na wzgórzu w pobliżu Fortu Bunker Hill w Brooklandzie w Waszyngtonie.
Zatrudniono wówczas rzymskiego architekta, dzisiaj kandydata na ołtarze, Aristide Leonoriego, który później wsławił się projektem katedry w Nowym Orleanie. Wielu włoskich architektów przybywało w tym okresie do stale rozrastającej się amerykańskiej stolicy. Leonori miał zaprojektować świątynię i klasztor, a następnie nadzorować prace budowlane. W tym celu odwiedził nawet Ziemię Świętą, z której przywiózł ze sobą liczne zdjęcia i rysunki z wymiarami. Te ostatnie okazały się pomocą przy odtwarzaniu kilku palestyńskich miejsc świętych na terenie nowego komisariatu i przyklasztornego ogrodu. Franciszkanie chcieli stworzyć w Waszyngtonie małą kopię ziemi biblijnej. To miała być ich Amerykańska Ziemia Święta – Holy Land of America.
Monumentalna świątynia zaprojektowana została w roku 1897 na planie krzyża jerozolimskiego. Budowa trwała dwa lata. Leonori wzorował się na bryle bazyliki Hagia Sofia w Konstantynopolu i europejskiej architekturze romańskiej.
Kościół poświęcono w uroczystość Stygmatów św. Franciszka, 17 września 1899. W uroczystości wziął udział kardynał Baltimore James Gibbons wraz z blisko dziesięcioma tysiącami wiernych. W „The Washington Post” napisano następnego dnia:

Doskonała kopia betlejemskiej groty, domku nazaretańskiego, Bożego Grobu, ołtarzy i monumentów, które oby stały się inspiracją dla studentów, wszystko to znaleźć można w klasztorze. Jeden z najlepszych rzymskich architektów, pan Aristides Leonori, dał z siebie wszystko. By zrobić to jak najlepiej, odwiedził wcześniej Betlejem, Nazaret i inne święte miejsca. Czyniąc dokładne notatki i mierząc sanktuaria, nie omieszkał zapamiętać kolorów i struktury kamienia. Ci, którym dane było wczoraj zobaczyć kunszt jego rzemiosła, muszą przyznać, że jest to zaiste wierna kopia.

## Architekci i budowniczowie
- Aristide Leonori (1857-1928)
- John Joseph Earley (1881-1945)
- Cajetan Baumann

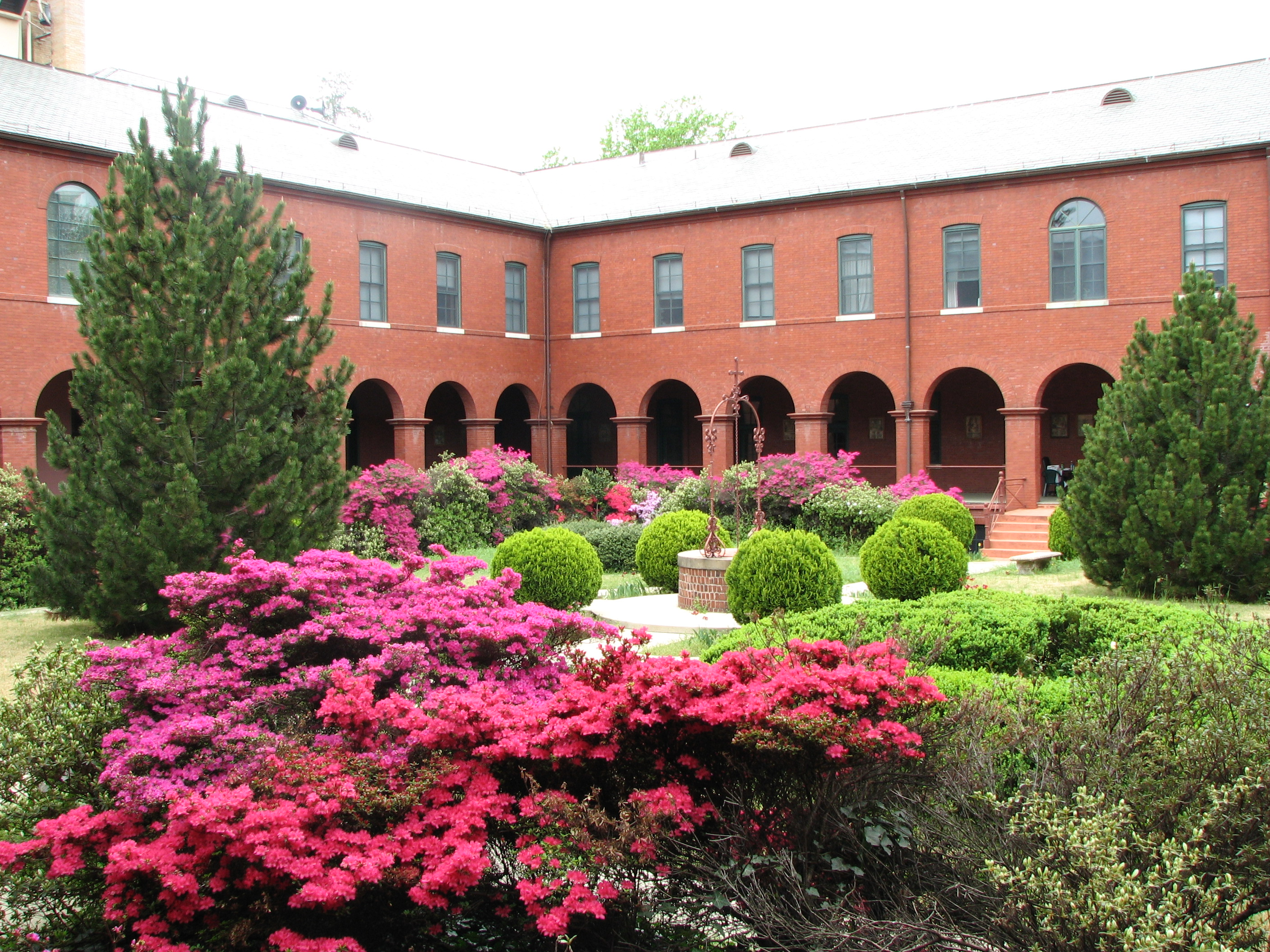
Wirydarz klasztorny

- Charles Bosseron Chambers (1882-1964)
- Leoni Bracaloni (1885-1975)
- Charles Svendsen (1871-1959)

## Biblioteka i archiwum konwentu
W klasztornej bibliotece i archiwum gromadzone są publikacje i dokumenty dotyczące historii komisariatu i zakonu franciszkańskiego. W archiwum przechowywane są prywatne rękopisy o. Godfreya Schillinga – założyciela waszyngtońskiej placówki minorytów.

## Zabytki

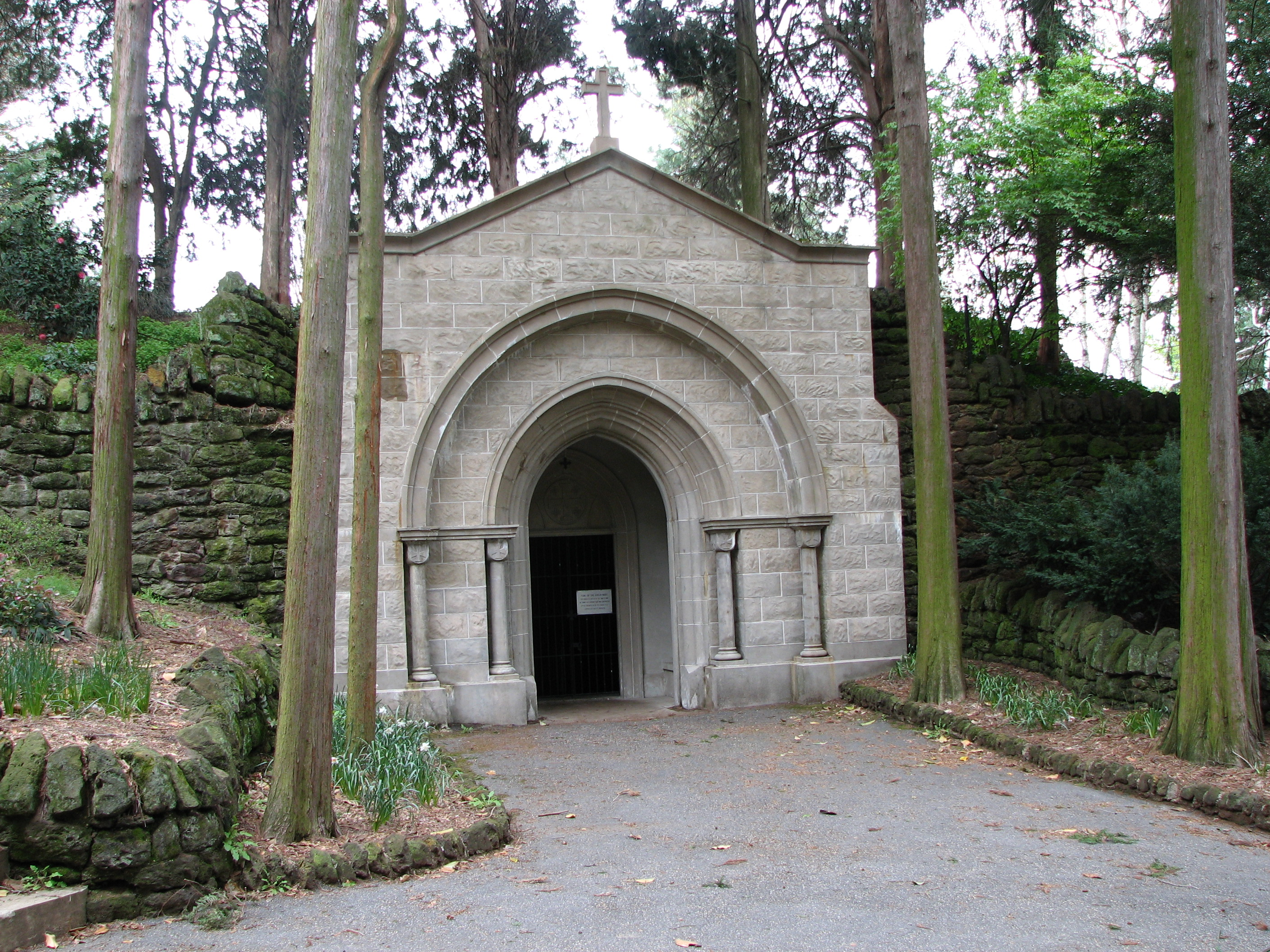
Kopia jerozolimskiego Grobu Matki Bożej

Na terenie franciszkańskiego sanktuarium w Waszyngtonie znajdują się m.in.:
- Kościół klasztorny z kopią Groty Betlejemskiej i jerozolimskiego Grobu Pańskiego
- Kopia rzymskich katakumb (zwiedzanie z przewodnikiem)
- Portyk różańcowy
- Ogród z kopią Groty Massabiellskiej
- Stacje drogi krzyżowej
- Kaplica św. Anny
- Kaplica Wniebowstąpienia
- Kaplica Grobu Matki Bożej
- Kopia Groty Pojmania (Getsemani)
- Kaplica Porcjunkuli